# Paraguaipoa
Paraguaipoa (en idioma wayúu Palawaipo'u que significa "tierra frente al mar") ubicada en el extremo norte del Estado Zulia, al occidente de Venezuela. Es parte de la Península de la Guajira y es administrada a nivel municipal como parte de la parroquia Guajira del municipio Guajira (antes conocido como Municipio Páez), encontrándose a 32 kilómetros de la capital municipal la ciudad de Sinamaica. En la localidad habitan entre otros indígenas de las etnias Wayuu, Añu y los alijunas que es el nombre que le dan los wayuu a los que no pertenecen a la etnia. En 1875 el presidente de Venezuela traslada la capital del Territorio Federal Guajira a esta localidad.

## Historia
Paraguaipoa se fundó oficialmente el 12 de noviembre de 1880,mediante el decreto del presidente Antonio Guzmán Blanco; pero aparece por primera vez en el mapa de Antonio Arévalo de 1773. 